# Wereldkampioenschappen tafeltennis 1977
De wereldkampioenschappen tafeltennis 1977 werden van 28 maart t/m 7 april gehouden in het National Exhibition Centre in de Engelse stad Birmingham. Het was de 34e editie van het toernooi.
Op het programma stonden zeven onderdelen:
- Enkelspel mannen. Regerend kampioen was  István Jónyer.
- Enkelspel vrouwen. Regerend kampioen was  Pak Yung-sun.
- Dubbelspel mannen. Regerend kampioenen waren  Gábor Gergely en  István Jónyer.
- Dubbelspel vrouwen. Regerend kampioenen waren  Maria Alexandru en  Shoko Takahashi.
- Gemengd dubbel. Regerend kampioenen waren  Stanislav Gomozkov en  Tatjana Ferdman.
- Team mannen. Regerend kampioen was  China.
- Team vrouwen. Regerend kampioen was  China.

De winnaars mogen zich voor twee jaar wereldkampioen noemen. De verliezend finalist ontvangt de zilveren medaille. De verliezers van de halve finales ontvangen de bronzen medaille op de individuele onderdelen. Bij de teams wordt er wel om de bronzen plak gestreden door de verliezende halvefinalisten.

## Medailles

### Medaillewinnaars
| Onderdeel        | Goud                                                           | Zilver                                                                        | Brons                                                                               |
| Enkelspel (m)    | Mitsuru Kōno                                                   | Guo Yuehua                                                                    | Huang Liang Liang Geliang                                                           |
| Enkelspel (v)    | Pak Yung-sun                                                   | Zhang Li                                                                      | Ge Xinai Zhang Deying                                                               |
| Dubbel (m)       | Li Zhenshi Liang Geliang                                       | Huang Liang Lu Yuansheng                                                      | Antun Stipančić Dragutin Šurbek Stellan Bengtsson Kjell Johansson                   |
| Dubbel (v)       | Pak Yong-ok Yang Ying                                          | Wei Lijie Zhu Xiangyun                                                        | Ge Xinai Zhang Li Kim Soon-ok Lee Ki-won                                            |
| Dubbel (gemengd) | Jacques Secrétin Claude Bergeret                               | Tokio Tasaka Sachiko Yokota                                                   | Li Zhenshi Yan Guili Lee Sang-kuk Lee Ki-won                                        |
| Team (m)         | China Guo Yuehua Huang Liang Li Zhenshi Liang Geliang Wang Jun | Japan Tetsuo Inoue Mitsuru Kōno Masahiro Maehara Norio Takashima Tokio Tasaka | Zweden Stellan Bengtsson Åke Grönlund Kjell Johansson Roger Lagerfeldt Ulf Thorsell |
| Team (v)         | China Ge Xinai Zhang Deying Zhang Li Zhu Xiangyun              | Zuid-Korea Chung Hyun-sook Kim Soon-ok Lee Ailesa Lee Ki-won                  | Noord-Korea Kim Chang-ae Li Song-suk Pak Yong-ok Pak Yung-sun                       |

### Medailleklassement
Dubbelparen uit verschillende landen gelden ieder als 0,5.
| Plaats | Land        | Goud | Zilver | Brons | Totaal |
| 1      | China       | 3,5  | 4      | 6     | 13,5   |
| 2      | Noord-Korea | 1,5  | 0      | 1     | 2,5    |
| 3      | Japan       | 1    | 2      | 0     | 3      |
| 4      | Frankrijk   | 1    | 0      | 0     | 1      |
| 5      | Zuid-Korea  | 0    | 1      | 2     | 3      |
| 6      | Zweden      | 0    | 0      | 2     | 2      |
| 7      | Joegoslavië | 0    | 0      | 1     | 1      |
| Totaal | Totaal      | 7    | 7      | 12    | 26     |